# Семпрун, Хорхе
Хо́рхе Семпру́н Ма́ура (исп. Jorge Semprún Maura [ˈxorxe semˈpɾun]; 10 декабря 1923, Мадрид — 7 июня 2011, Париж) — французский и испанский писатель, общественный и государственный деятель. Писал на французском и испанском языках.

## Биография
Внук пятикратного премьер-министра Испании Антонио Мауры-и-Монтанера (1853—1925). Отец — правовед и адвокат, один из основателей, вместе с Хосе Бергамином, журнала Cruz y Raya и корреспондент парижского журнала Эспри Эмманюэля Мунье, сторонник испанской Республики. После победы Франко Хорхе вместе с родителями переехал в 1939 во Францию. Учился в лицее Генриха IV и в Сорбонне. Участвовал в Сопротивлении, был в партизанском отряде. В 1942 вступил в Коммунистическую партию Испании. В 1943 арестован гестапо, до 1945 находился в концлагере Бухенвальд. После войны входил в центральный комитет и политбюро испанской компартии, в 1964 исключен за антисталинские выступления.
В 1988—1991 занимал пост министра культуры в социалистическом правительстве Испании. В последние годы жил в Париже.
Младший брат — французский писатель и журналист Карлос Семпрун (1926—2009). Сын от первого брака — французский писатель и публицист Хайме Семпрун (1947—2010).

## Творчество
Автор автобиографических книг о жизни в экстремальных условиях концлагеря, романов о насилии и его крайних, террористических формах в современном мире «Долгий путь» (1963, премия Форментор, экранизирован Жаном Пра, 1969), «Другая смерть Рамона Меркадера» (1969, премия "Фемина"), «Нечаев вернулся» (1987, фильм 1991), «Подходящий покойник» (2001) и др. Написал биографию Ива Монтана (1983). По его сценариям — он написал их 15 — были сняты фильмы Алена Рене «Война окончена» (1966, номинация на Оскар за лучший оригинальный сценарий) и «Стависки» (1974), Ива Буассе «Ожидание» (1972) и «Дело Дрейфуса» (1995), Джозефа Лоузи «Дороги на юг» (1977), «Дзета» (1969, номинация на Оскар за лучший оригинальный сценарий) и ещё несколько лент Коста-Гавраса, других крупных режиссёров. Значительное влияние на прозу Семпруна оказал «Один день Ивана Денисовича» Александра Солженицына (1962).
В 2003 году опубликовал свой первый и оставшийся единственным роман, написанный на испанском языке, «Двадцать лет и один день» (премия одиннадцати крупнейших издательств Испании и Фонда Хосе Мануэля Лары, основателя издательства «Планета», за лучший испаноязычный роман, 2004).

## Признание
Хорхе Семпрун — первый нефранцузский автор, ставший членом Гонкуровской академии (1996), лауреат многочисленных наград, включая Премию мира немецких книготорговцев (1994), Иерусалимскую премию (1997), Премию Овидия (2002, первый награждённый), Медаль Гёте (2003), Европейскую литературную премию (2006).

## Публикации на русском языке
- Долгий путь. М.: Известия (Библиотека журнала «Иностранная литература»), 1989
- Нечаев вернулся. М.: Б. С. Г.-Пресс; Иностранка, 2002
- Писать или жить. М.: Издательский дом «Стратегия», 2002
- Подходящий покойник. М.: Текст, 2003